# Vampyrodes caraccioli
Vampyrodes caraccioli е вид бозайник от семейство Phyllostomidae.

## Разпространение
Видът е разпространен в Южна и Централна Америка, където се среща от Южно Мексико до Боливия и северозападна Бразилия, както и на остров Тринидад.